# Джена Ортега
Джена Мари Ортега (на английски: Jenna Marie Ortega) е американска актриса от Калифорния. 

## Биография
Ортега е родена на 27 септември 2002 г. в Кочела, Калифорния. Тя е четвъртото от шест деца. Баща ѝ е с мексикански, а майка ѝ – с мексикански и пуерторикански корени.
Кариерата си Ортега започва на деветгодишна възраст, като получава признание за ролите си в сериалите „Непорочната Джейн“ (2014 – 2019) на CW и „Аз съм по средата“ (2016 – 2018) на Дисни Ченъл. Ролята на Харли Диас, средното от общо седем деца в „Аз съм по средата“, ѝ носи награда „Имаджен“. Озвучава принцеса Изабел в „Елена от Авалор“.
Ортега получава главната роля на Ели Алвес във втория сезон на телевизионния сериал „Ти“ на Нетфликс, който излиза на 26 декември 2019 г.
Получава признание от критиците за изпълнението си в драмата „Болезнени последици“. През 2022 г. Ортега изиграва главната роля в сериала Wednesday, режисиран от Тим Бъртън.